# Jean Courtonne
Jean Courtonne va ser un empresari i arquitecte francès nascut el 1671 i mort el 1739.

## Biografia
Jean Courtonne ha acumulat durant molt temps les activitats d'empresari i arquitecte. Aquest va ser el cas de les seves dues grans obres: l'Hôtel de Noirmoutier a 1720, en representació d'Antoine François de La Trémoille, duc de Noirmoutier i Hotel Matignon, encarregat el 1722 per Christian-Louis de Montmorency-Luxemburg, Prince de Tingry.
En aquest edifici, Courtonne va inventar el pla descentrat, considerat com una de les característiques originals de les mansions parisenques. Inicialment va considerar un edifici simètric, però, després d'haver decidit ampliar el pati de Commons (situat a l'oest del pati principal), la façana del pati estava fora del centre de la façana del jardí .
El 1725, Courtonne va publicar un Tractat de Perspectiva, amb observacions sobre l'arquitectura, seguit d'alguns edificis considerables, posats en perspectiva per l'autor, en el qual va reproduir, al costat dels hotels de Noirmoutier i Matignon, edificis imaginaris. Va entrar a la Reial Acadèmia d'Arquitectura en 1728 i va ser nomenat professor reial de l'arquitectura allà 1730.

## Obres principals
- Hotel d'Etampes (més tard anomenat Mazarin), 61 rue de Varenne, 1703.
- Treballs a l'Hotel Tambonneau, prop del carrer del Pre-aux-Clercs, per a Jacques de Matignon, c. 1710.
- Elevació d'un edifici de l'hotel Sillery, Quai Malaquais, 1712.
- Ampliació de la Hotel Chaulnes (també conegut Vendome)[1]  rue d'Enfer, 1714.
- Hotel de Noirmoutiers, 138 carrer de Grenelle, 1720-1723.
- Hotel Matignon 57 Rue de Varenne, 1722-1724.